# جغرافیای اریتره

موقعیت اریتره در آفریقا.

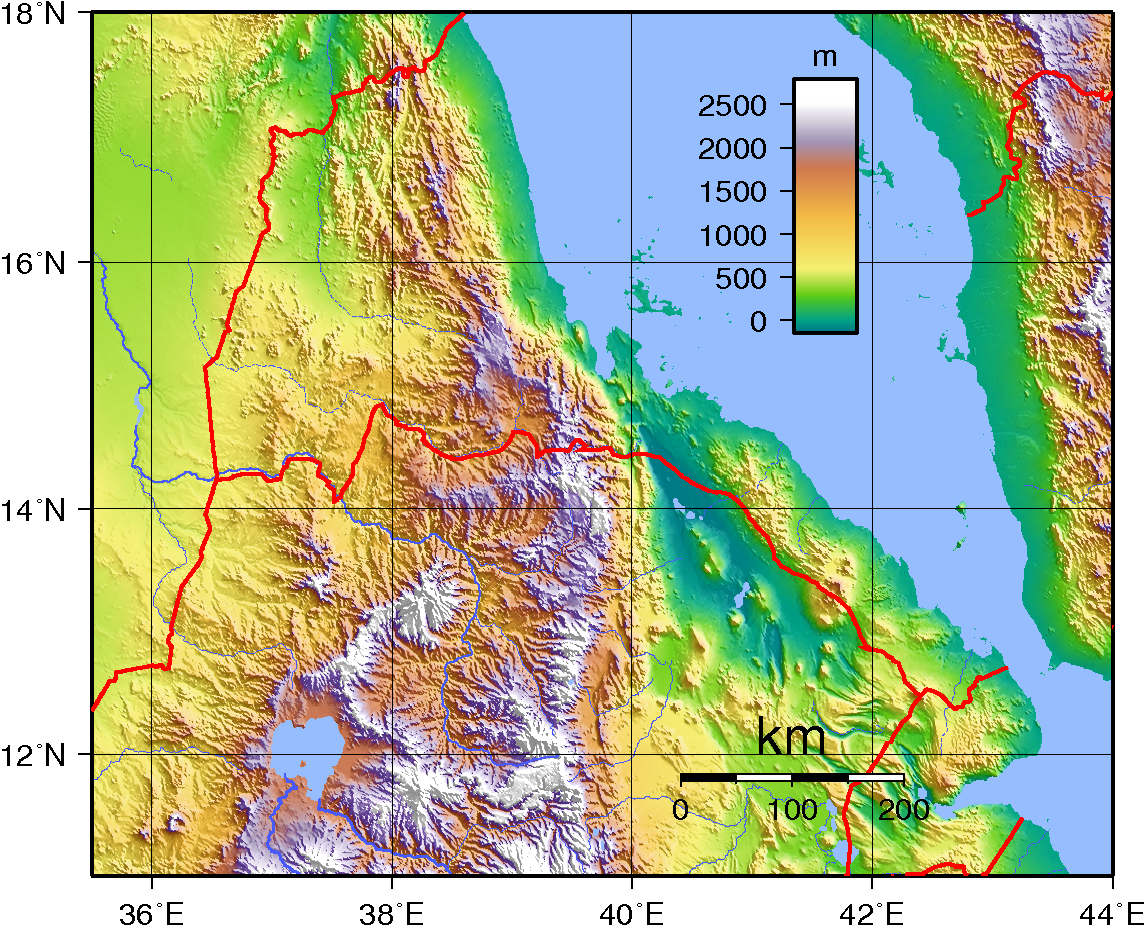
نقشه ناهمواری‌های اریتره.

اِریترِه کشوری است در شاخ آفریقا. این کشور از شمال شرقی و شرق با دریای سرخ، از غرب و شمال غرب با سودان، از جنوب با اتیوپی و از جنوب شرقی با جیبوتی هم‌مرز است. مساحت اریتره ۱۱۷٬۶۰۰ کیلومتر مربع است که ۱۰۱٬۰۰۰ کیلومتر مربع آن خشکی و ۱۶٬۶۰۰ کیلومتر مربع آن آب است.
این کشور دارای یک فلات مرکزی بلند است که بلندای آن از ۱۸۰۰ تا ۳۰۰۰ متر از سطح دریا متغیر است. یک دشت ساحلی، زمین‌های پست در غرب کشور و حدود ۳۵۰ جزیره، باقی‌مانده سطح کشور اریتره را تشکیل می‌دهد.
خط ساحلی اریتره که حاشیه شمال شرقی کشور را تشکیل می‌دهد، تقریباً هزار کیلومتر از دماغه قصر، در شمال، تا باب‌المندب ادامه می‌یابد و دریای سرخ را از خلیج عدن در جنوب جدا می‌کند. ارتفاعات مرکزی اریتره، یک نوار باریک از اراضی در محور شمالی-جنوبی در وسط کشور است واقع در ارتفاع دو هزار متر از سطح دریا که در اصل بخش شمال غرب فلات اتیوپی را تشکیل می‌دهد.
بلندترین نقطه کشور کوه امبا سویرا است، در ارتفاع ۳۰۱۳ متر. پست‌ترین نقطه کشور نیز محلی در نزدیکی دریاچه کولول است که ۷۵ پایین‌تر از سطح دریاهای آزاد قرار گرفته‌است. آب‌های ارتفاعات اریتره توسط چهار رودخانه اصلی و نهرهای متعدد تخلیه می‌شود. دو رودخانه، گش و تکزه، به سمت غرب به سودان سرازیر می‌شوند. رودخانه تکزه (که ساتیت هم نامیده می‌شود) شاخه اصلی رودخانه اتبارا است که در نهایت به رود نیل می‌پیوندد.

## آب‌وهوا
آب و هوای اریتره با ناهمواری‌های متنوع و موقعیت آن در مناطق گرمسیری شکل می‌گیرد. تنوع چشم‌اندازها و وجود پستی و بلندی‌های زیاد در اریتره منجر به تنوع آب و هوایی در سراسر کشور شده‌است. ارتفاعات در طول سال دارای آب و هوای معتدل هستند. آب و هوای بیشتر مناطق دشتی خشک و نیمه خشک است. توزیع بارندگی و انواع پوشش گیاهی در سراسر کشور به‌طور قابل توجهی متفاوت است.

مناطق آب و هوایی اریتره.

آب و هوای اریتره بر اساس تفاوت‌های فصلی و ارتفاعی متفاوت است. بر اساس تغییرات درجه حرارت، اریتره را می‌توان به سه منطقه عمده تقسیم کرد: یک منطقه معتدل، یک منطقه نیمه‌گرمسیری و یک منطقه گرمسیری. اریتره را می‌توان از نظر اقلیمی نیز به سه منطقه مهم تقسیم کرد: ارتفاعات مرکزی، منطقه ساحلی و مناطق پست غربی. هر کدام از این منطقه‌ها الگوی آب و هوایی متفاوتی دارند.
بر اساس سامانه طبقه‌بندی اقلیمی کوپن، اریتره دارای آب و هوای گرم نیمه‌خشک (BSh) یا آب و هوای بیابانی گرم (BWh) است، اگرچه درجه حرارت در بالاترین ارتفاعات بسیار تعدیل می‌شود. در ارتفاعات مرکزی، گرمترین ماه معمولاً از مه تا ژوئن با حداکثر دمای ۲۷ تا ۳۰ درجه سانتی‌گراد است. زمستان بین دسامبر و فوریه است و کمترین میزان دما در آن در شب است که می‌تواند نزدیک به نقطه انجماد باشد.
خود اسمره در تمام طول سال از آب و هوای مطبوعی برخوردار است، اگرچه شب‌های آن در زمستان می‌تواند بسیار سرد باشد. در کشور دو فصل بارندگی وجود دارد: بارندگی‌های کوتاه در ماه‌های مارس و آوریل و باران‌های اصلی از اواخر ژوئن تا آغاز ماه سپتامبر. در اریتره، آب و هوا معمولاً آفتابی و خشک است زیرا مدت زمان تابش آفتاب به حدود ۳۰۰۰ ساعت می‌رسد و متوسط بارندگی سالانه در حدود ۵۰۰ میلی‌متر است. در ساحل در امتداد دریای سرخ، تابستان طولانی است، از ماه ژوئن تا سپتامبر و بسیار گرم با میانگین دمای بالا از ۴۰ تا ۴۶ درجه سانتی‌گراد، و در دنکالیا حتی گرمتر است. در آنجا زمستان تقریباً وجود ندارد.